# Mosblech (Wuppertal)
Mosblech war ein mittelalterlicher Oberhof und ist heute eine Ortslage im Wuppertaler Wohnquartier Beyenburg-Mitte im Stadtbezirk Langerfeld-Beyenburg.

## Geografie
Die Hofschaft liegt auf 273 m ü. NHN am Rande des heutigen Beyenburger Wohngebiets Siegelberg.

## Geschichte
Der 1446 erstmals urkundlich erwähnte Hof war ein Allod der Bergischen Grafen/Herzöge. Er stand einem eigenen Hofverband vor und war als dessen Gerichtsort für die Niedere Gerichtsbarkeit zuständig.
Die Funktion als Oberhof übernahm er im Jahr 1367, nachdem Graf Adolf V. 1296 den bisherigen bergischen Oberhof Steinhaus mit seiner Kapelle und den dazugehörigen Einkünften dem Orden der Kreuzbrüder schenkte. Mosblech übernahm daraufhin dessen Aufgaben als Hofesgericht und die Oberherrschaft über die umliegenden abgabepflichtigen Höfe, zu denen Hengsten, Sondern, Seringhausen, Berg, Walbrecken, Spieckern, Mesenholl, Herbringhausen, Hastberg, Hardtbach, Frielinghausen, Wefelpütt, Windgassen, Olpe, Laaken, Scharpenack, Birken, Baur, Marscheid, Ronsdorf, Holthausen, Heidt, Boxberg, Hammesberg, Lichtscheid, Dorn, Erbschlö, Huckenbach, Blombach, Sporkert, Stall und Kottsiepen gehörten.
Mosblech gehörte im Spätmittelalter und der frühen Neuzeit neben 15 weiteren Höfen zur Honschaft Walbrecken im Kirchspiel Lüttringhausen des Amtes Beyenburg. 1547 ist in einer Liste der Hand- und Spanndienste eine Wohnstätte belegt. 1715 wird die Hofschaft auf der Topographia Ducatus Montani als Mosbleck bezeichnet.
Der Hof lag im Mittelalter am Heerweg Köln–Dortmund, einem bedeutenden mittelalterlichen Handels-, Pilger- und Heerweg zwischen dem Rhein und Westfalen, der auf der nahen Beyenburger Brücke die Wupper überquerte. Noch heute sind im Nahbereich des Hofes Hohlwege zu finden. Die Wupper war zugleich Grenze zwischen der Grafschaft Berg und kurkölnischen Gebieten (später im Besitz der Grafschaft Mark)
1815/16 lebten 17 Einwohner im Ort. 1832 war Mosblech weiterhin Teil der Honschaft Walbrecken, die nun der Bürgermeisterei Lüttringhausen angehörte. Der laut der Statistik und Topographie des Regierungsbezirks Düsseldorf als Ackergut bezeichnete Ort besaß zu dieser Zeit zwei Wohnhäuser, ein landwirtschaftliches Gebäude und eine Fabrikationsstätte. Zu dieser Zeit lebten 20 Einwohner im Ort, alle 96 evangelischen Glaubens. Im Gemeindelexikon für die Provinz Rheinland von 1888 werden drei Wohnhäuser mit 54 Einwohnern angegeben.